# Culex gibbulus
Culex gibbulus är en tvåvingeart som beskrevs av Mercedes Delfinado 1966. Culex gibbulus ingår i släktet Culex och familjen stickmyggor.
Artens utbredningsområde är Filippinerna. Inga underarter finns listade i Catalogue of Life.